# Neoregelia spiralipetala
Neoregelia spiralipetala är en gräsväxtart som först beskrevs av Elton Martinez Carvalho Leme, och fick sitt nu gällande namn av Maria das Graças Lapa Wanderley och S.E.Martins. Neoregelia spiralipetala ingår i släktet Neoregelia och familjen Bromeliaceae. Inga underarter finns listade i Catalogue of Life.